# Nina Kessler
Pour les articles homonymes, voir Kessler.
Nina Kessler, née le 4 juillet 1988 à Breukelen, est une coureuse cycliste professionnelle néerlandaise. Spécialiste de la piste à ses débuts, elle se tourne progressivement vers la route.

## Biographie
En 2016, elle finit 2e de la RideLondon-Classique.

## Palmarès sur route

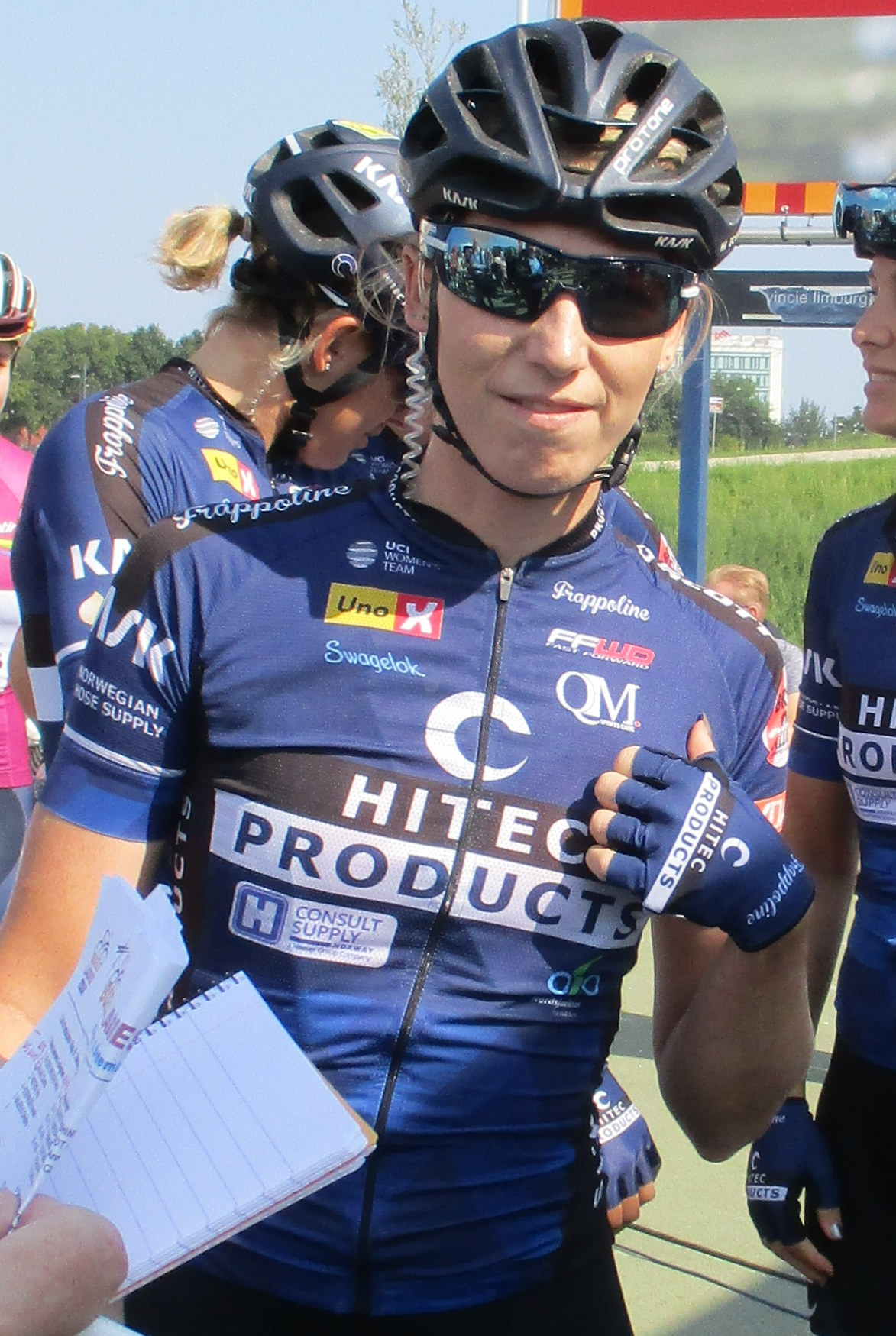
Au Boels Ladies Tour 2017

### Par années
- 2014
  - 3e de la Ronde van Overijssel
- 2015
  - 3e de l'Erondegemse Pijl
- 2016
  - 2e étape secteur a du BeNe Ladies Tour
  - 2e de l'Erondegemse Pijl
  - 2e de la RideLondon-Classique
- 2017
  - Diamond Tour
- 2018
  - Erondegemse Pijl
- 2021
  - 10e du Tour de Drenthe
- 2022
  - 3e de l'Omloop der Kempen Ladies
  - 8e du Tour de Drenthe
- 2024
  - 3e du championnat des Pays-Bas sur route

### Résultats sur les grands tours

#### Tour d'Italie
3 participations
- 2022 : 69e
- 2023 : 89e
- 2024 : abandon (6e étape)

#### Tour de France
1 participation
- 2023 : 94e

### Classements mondiaux
| Année                                 | 2012 | 2013 | 2014 | 2015 | 2016 | 2017 | 2018 | 2019 | 2020 | 2021 | 2022 | 2023 | 2024 |
| ------------------------------------- | ---- | ---- | ---- | ---- | ---- | ---- | ---- | ---- | ---- | ---- | ---- | ---- | ---- |
| Classement UCI                        | 156e | 213e | 72e  | 174e | 57e  | 64e  | 60e  | 140e | 388e | 210e | 121e | 471e | 342e |
| UCI World Tour                        |      |      |      |      | 46e  | 157e | 196e | 47e  | 157e | 92e  | 73e  | 157e | nc   |
|                                       |      |      |      |      |      |      |      |      |      |      |      |      |      |
| Légende : nc = non classéSource : UCI |      |      |      |      |      |      |      |      |      |      |      |      |      |

## Palmarès sur piste

### Championnats d'Europe
| Édition / Épreuve              | Course à l'américaine |
| Saint-Quentin-en-Yvelines 2016 | Bronze                |

### Championnats nationaux
- 2005
  - 2e du keirin juniors
  - 2e de la vitesse individuelle juniors
  - 3e du 500 m juniors
  - 3e de la course aux points juniors
  - 3e du scratch juniors
- 2006
  - 2e du keirin
- 2007
  - 3e du keirin
- 2008
  - 2e du keirin
  - 3e de la course aux points
- 2010
  - 3e du keirin
  - 3e de la course aux points
- 2014
  - 2e de l'omnium
  - 2e de la poursuite par équipes
  - 3e de la course aux points
- 2015
  -  Championne des Pays-Bas de l'américaine (avec Kirsten Wild)
- 2016
  -  Championne des Pays-Bas de poursuite par équipes
  -  Championne des Pays-Bas de l'américaine (avec Kirsten Wild)
- 2017
  -  Championne des Pays-Bas de l'américaine (avec Kirsten Wild)
- 2021
  -  Championne des Pays-Bas de l'américaine (avec Marjolein van 't Geloof)

## Palmarès en VTT
- 2019
  -  Championne d'Europe de beachrace
- 2022
  -  Médaillée d'argent du championnat d'Europe de beachrace
- 2022
  -  Championne des Pays-Bas de beachrace
- 2023
  -  Championne des Pays-Bas de beachrace